# Algyő
Algyő é uma vila da Hungria, situada no condado de Csongrád-Csanád. Tem 75,77 km² de área e sua população em 2019 foi estimada em 5.088 habitantes.